# Хорстмар
Хорстмар (на немски: Horstmar; Huorsmer) е град в окръг Щайнфурт в Северен Рейн-Вестфалия, Германия, с 6447 жители (2015). Намира се на ок. 10 km от окръжния град Щайнфурт, на 30 km югоизточно от Мюнстер и на ок. 30 km северозападно от границата с Нидерландия.